# Mélodie Hurez
Mélodie Hurez (née le 22 mai 1994 à Béthune) est une footballeuse française.

## Carrière

### Club
En 2009, Hurez commence à jouer dans l'équipe A du FCF, marquant son premier but en Division 1. Elle joue aussi quelques fois avec la réserve du club héninois. Lors de la saison 2010/2011, elle n'apparaît qu'à sept reprises avec l'équipe première, marquant un but. 
En 2013, Hurez quitte le FCF Henin-Beaumont en partance pour le FC Lillers. Une année après elle devient championne de DH avec son club en inscrivant 38 buts en 20 match de championnat. Hurez joue donc les Barrages pour l’accession en D2 et inscrit dix buts. 

### International
Mélodie Hurez joue son premier match avec l'équipe de France des moins de dix-sept ans lors des qualifications du championnat d'Europe de la catégorie contre l'Israël. Elle joue ensuite trois matchs amical avant de participer à un match du championnat d'Europe des moins de dix-sept où elle ne fait qu'une apparition: lors de la finale contre l'Espagne où elle joue dix-neuf minutes.

## Palmarès
- Finaliste du championnat d'Europe des moins de 17 ans en 2011
- Championne DH avec le FC Lillers durant la saison 2013/2014.